# Jane Digby

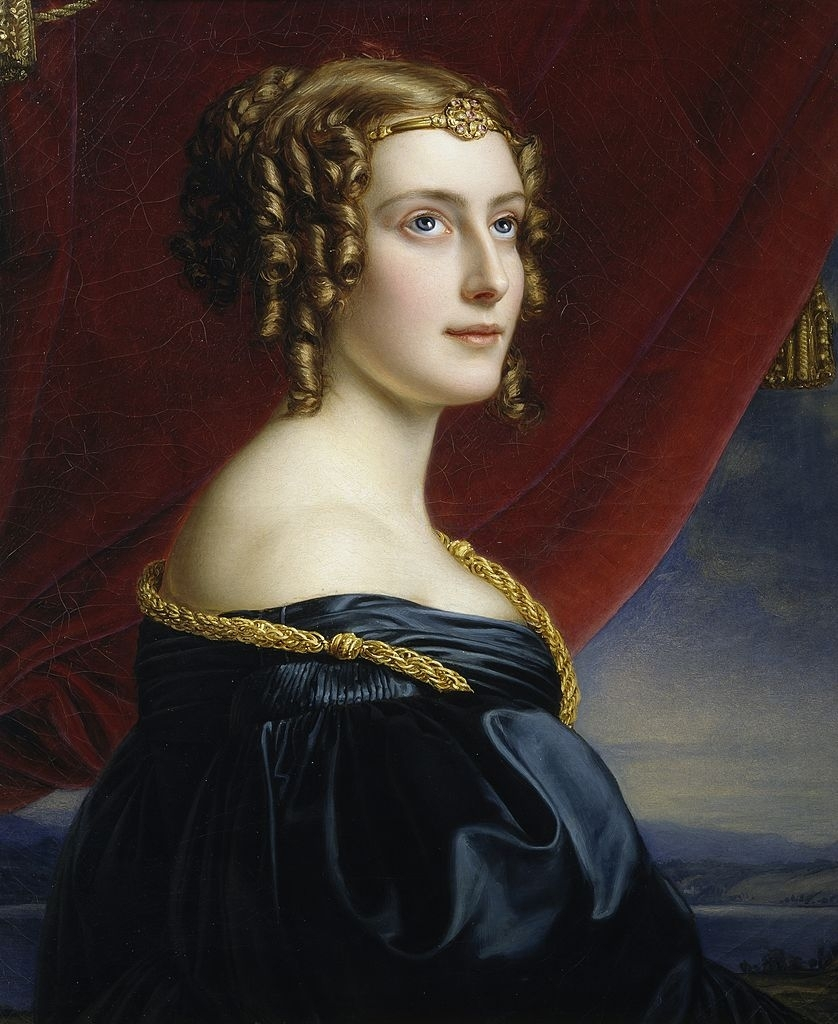
Jane Digby.

Jane Digby, född 3 april 1807, död 11 augusti 1881 i Damaskus, var en brittisk adelsdam. Hon var berömd i sin samtids Europa för sin äventyrliga och okonventionella livsstil och sitt vidlyftiga kärleksliv. Bland hennes mer berömda förbindelser var de med kung Ludvig I av Bayern och  kung Otto av Grekland. Hon förde ett kringflackande liv efter att hennes relation med diplomaten Felix zu Schwarzenberg 1830 hade lett till skilsmässa mellan henne och Edward Law, 1:e earl av Ellenborough.
Jane Digby var en av de 36 berömda skönheter som porträtterades i Schönheitengalerie (Skönhetsgalleriet) i München mellan 1827 och 1850.